# Campionat potiguar

Campionat potiguar / Rio Grande do Norte

El Campionat Potiguar és la competició futbolística de l'estat de Rio Grande do Norte.

## Format
Primera divisió:
- Primera fase
  - Lliga a una volta entre tots els clubs.

- Segona fase
  - Eliminatòries a doble volta entre els 8 primers de la primera fase. El campió d'aquesta fase esdevé campió.

El darrer de la primera fase baixa a Segona Divisió.

## Campions
Font:
- 1918: no finalitzat
- 1919:  América (1)
- 1920:  América (2) [a]
- 1921:  Natalense (1) [a]
- 1922:  América (3)
- 1923:  ABC (1)
- 1924:  Alecrim (1) [b]
- 1925:  Alecrim (2)
     i  ABC (2) [c]
- 1926:  América (4) [a]
- 1927:  América (5)
- 1928:  ABC (3)
- 1929:  ABC (4)
- 1930:  América (6)
- 1931:  América (7)
- 1932:  ABC (5)
- 1933:  ABC (6)
- 1934:  ABC (7)
- 1935:  ABC (8)
- 1936:  ABC (9)
- 1937:  ABC (10)
- 1938:  ABC (11)
- 1939:  ABC (12)
- 1940:  ABC (13)
- 1941:  ABC (14)
- 1942: no finalitzat[3]
- 1943:  Santa Cruz (1)
- 1944:  ABC (15)
- 1945:  ABC (16)
- 1946:  América (8)
- 1947:  ABC (17)
- 1948:  América (9)
- 1949:  América (10)
- 1950:  ABC (18)
- 1951:  América (11)
- 1952:  América (12)
- 1953:  ABC (19)
- 1954:  ABC (20)
- 1955:  ABC (21)
- 1956:  América (13)
- 1957:  América (14)
- 1958:  ABC (22)
- 1959:  ABC (23)
- 1960:  ABC (24)
- 1961:  ABC (25)
- 1962:  ABC (26)
- 1963:  Alecrim (3)
- 1964:  Alecrim (4)
- 1965:  ABC (27)
- 1966:  ABC (28)
- 1967:  América (15)
- 1968:  Alecrim (5)
- 1969:  América (16)
- 1970:  ABC (29)
- 1971:  ABC (30)
- 1972:  ABC (31)
- 1973:  ABC (32)
- 1974:  América (17)
- 1975:  América (18)
- 1976:  ABC (33)
- 1977:  América (19)
- 1978:  ABC (34)
- 1979:  América (20)
- 1980:  América (21)
- 1981:  América (22)
- 1982:  América (23)
- 1983:  ABC (35)
- 1984:  ABC (36)
- 1985:  Alecrim (6)
- 1986:  Alecrim (7)
- 1987:  América (24)
- 1988:  América (25)
- 1989:  América (26)
- 1990:  ABC (37)
- 1991:  América (27)
- 1992:  América (28)
- 1993:  ABC (38)
- 1994:  ABC (39)
- 1995:  ABC (40)
- 1996:  América (29)
- 1997:  ABC (41)
- 1998:  ABC (42)
- 1999:  ABC (43)
- 2000:  ABC (44)
- 2001:  Corintians (1)
- 2002:  América (30)
- 2003:  América (31)
- 2004:  Potiguar de Mossoró (1)
- 2005:  ABC (45)
- 2006:  Baraúnas (1)
- 2007:  ABC (46)
- 2008:  ABC (47)
- 2009:  ASSU (1)
- 2010:  ABC (48)
- 2011:  ABC (49)
- 2012:  América (32)
- 2013:  Potiguar de Mossoró (2)
- 2014:  América (33)
- 2015:  América (34)
- 2016:  ABC (50)
- 2017:  ABC (51)
- 2018:  ABC (52)
- 2019:  América (35)
- 2020:  ABC (53)
- 2021:  Globo (1)
- 2022:  ABC (54)
- 2023:  América (36)
- 2024:  América (37)
- 2025:  América (38)

1. 1 2 3  Algunes fonts donen campió a ABC.
2. ↑  Algunes fonts donen campió a América
3. ↑  Ambdós equips es proclamaren campions, tot i que la federació mai decidí en considerar el campionat no oficial.

## Títols per equip
S'inclouen els títols dubtosos
- ABC Futebol Clube (Natal) 54 títols
- América Futebol Clube (Natal) 38 títols
- Alecrim Futebol Clube (Natal) 7 títols
- Associação Cultural e Desportiva Potiguar (Mossoró) 2 títols
- Associação Sportiva Sociedade Unida (Assu) 1 títol
- Santa Cruz Futebol Clube (Natal) 1 títol
- Centro Esportivo Natalense (Natal) 1 títol
- Associação Cultural Esporte Clube Baraúnas (Mossoró) 1 títol
- Atlético Clube Coríntians (Caicó) 1 títol
- Globo Futebol Clube (Ceará-Mirim) 1 títol